# 杉田芳尚
杉田 芳尚（すぎた よしひさ、3月25日 - ）は、日本のラジオDJ、MC、 ナレーター、選曲家、スノーボーダー。三重県津市出身の牡羊座、B型。

## 人物
大学在学時からスノーボードを始める、と同時にM.C.としても本格的にスタート。大学卒業後、ラジオとの関係を作る為に地元の広告代理店に就職。

関係者から1999年の10月に開局した三重県・四日市市のコミュニティFM「FM PORT WAVE」への紹介を受け、D.J.としてのキャリアをスタート。
この頃からラジオD.J.とスノーボーダーのキャリアを同時進行させる。
2005年 ZIP-FM 第12回 MUSIC NAVIGATOR CONTEST 準グランプリを獲得
2006年 ZIP-FM 第13回 MUSIC NAVIGATOR CONTEST 優秀賞を獲得
2007年 ZIP-FM にて「WEEKEND MAGIC」「RADIO TWISTER」の2番組を担当し、MUSIC NAVIGATOR デビュー
2021年3-7月 TOKYO2020 オリンピック聖火リレー では TEAM Coca-ColaのオフィシャルM.C.として日本全国を回る。

## 出演

### RADIO
- ZIP-FM
  - WEEKEND MAGIC （2007年4月 - 2009年3月）
  - RADIO TWISTER （2007年4月 - 2008年3月）

- 東海ラジオ
  - ジェイムスのやるときはやるJ! （2010年10月 - 2011年3月）
コーナーリポーターとしての出演

- RADIO LOVEAT
  - MUSIC SELECTION THURSDAY （2010年4月 -）
  - MUSIC SELECTION FRIDAY （2009年10月 - 2010年3月）

### テレビ
- ITV（ナレーション）
  - LADIES ANGLER （2007年4月 - ）
  - THE BEACH BREAK （2009年4月 - ）
- SKY PerfecTV!（番組ナビゲーター、ナレーション）
  - sky・A sports+
「SAJ 第16回全日本スキー選手権 南魚沼大会 スノーボード競技」
「SAJ 第15回全日本スキー選手権大会 スノーボード部門」

　　・「V.TV easy sports」　実況アナウンサー

### M.C.
[SPORTS]
VolleyBall 
<FIVB主催>
「2010 世界バレー 女子日本大会」
「2018 世界バレー」
「2019 WorldCup」
「VNL Volleyball Nations League」
「BeachVolleyBall World Tour」

<JVA主催>
「天皇・皇后杯」
「マイナビ ジャパンビーチバレーボール ツアー2021」

<V.LEAGUE主催>
「Final Round / Final Stage」Official M.C.

ホームゲームM.C.
「WOLFDOGS名古屋 (旧・豊田合成トレフェルサ)」：2014-2021
「ジェイテクトSTINGS」：2015-2019
「トヨタ車体クィンシーズ」：2016-2019
「DENSO AIRYBEES」：2017-2019
「東京グレートベアーズ」：2022-2024
Handball
<「JHA 日本ハンドボール協会」>主催
「日韓定期戦 2022」

ホームゲームM.C.
「豊田合成ブルーファルコン」：2017-2024
「トヨタ車体 Brave Kings」：2021-2024